# Final de la Copa Asiática 2011

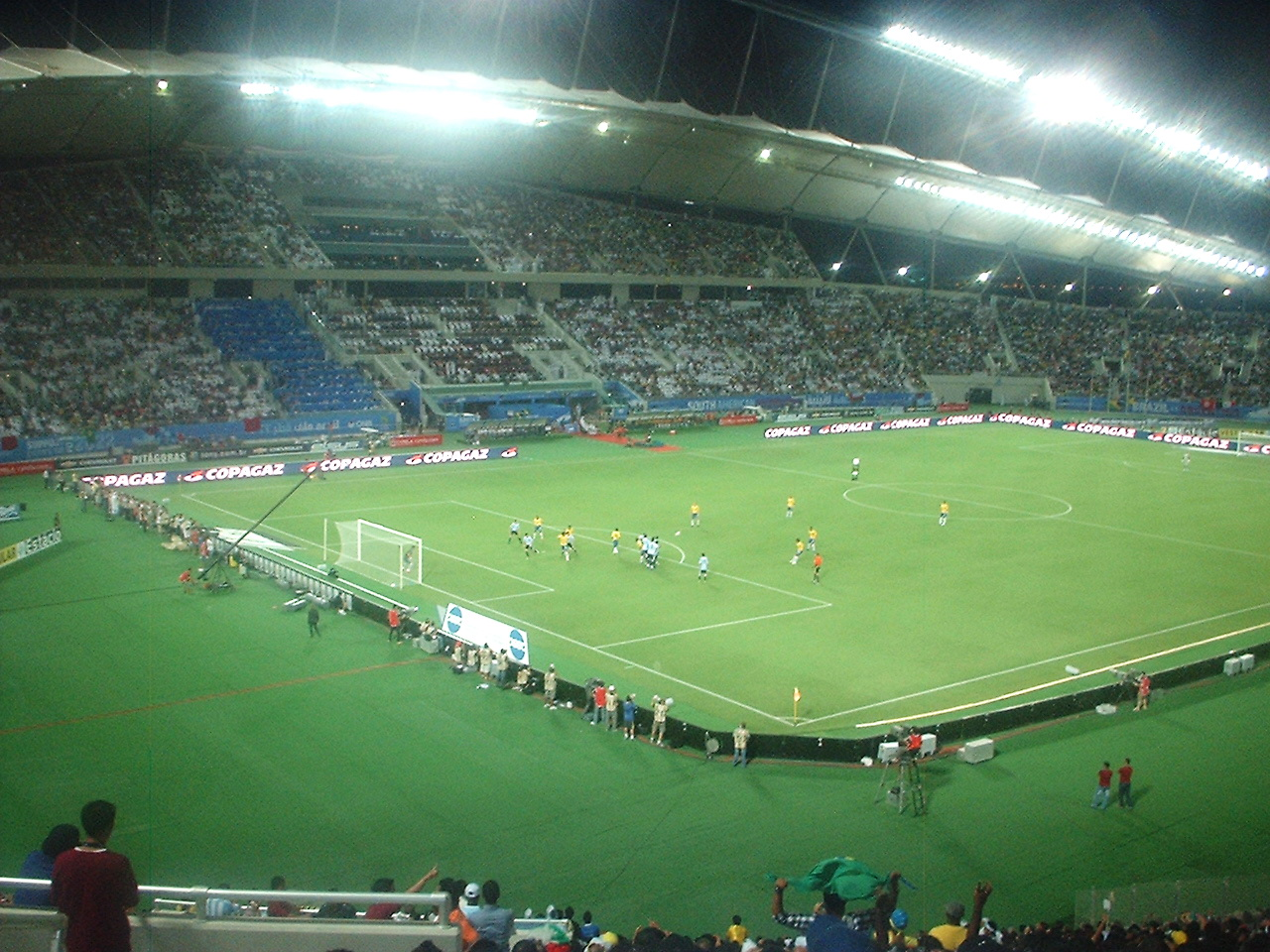
El Estadio Internacional Jalifa fue el recinto donde se disputó la final.

La final de la Copa Asiática de 2011 fue jugada en el Estadio Internacional Jalifa el 29 de enero de 2011, los finalistas del torneo fueron la selección de Japón y la selección de Australia. El ganador  del partido tenía derecho a participar en la Copa FIFA Confederaciones de 2013 que sería realizada en Brasil. La victoria fue para los nipones quienes merced a un tanto de Tadanari Lee en la prórroga consiguieron la corona.

## Enfrentamiento
| Bandera de Australia | vs. | Bandera de Japón |
| Australia 0          | vs. | Japón 1          |
| -------------------- | --- | ---------------- |

## Camino a la final
| Equipo        | Pts. | PJ | PG | PE | PP | GF | GC | Dif |
| ------------- | ---- | -- | -- | -- | -- | -- | -- | --- |
| Australia     | 7    | 3  | 2  | 1  | 0  | 6  | 1  | 5   |
| Corea del Sur | 7    | 3  | 2  | 1  | 0  | 7  | 3  | 4   |
| Baréin        | 3    | 3  | 1  | 0  | 2  | 6  | 4  | 2   |
| India         | 0    | 3  | 0  | 0  | 3  | 3  | 13 | -10 |

| Equipo         | Pts. | PJ | PG | PE | PP | GF | GC | Dif |
| -------------- | ---- | -- | -- | -- | -- | -- | -- | --- |
| Japón          | 7    | 3  | 2  | 1  | 0  | 8  | 2  | 6   |
| Jordania       | 7    | 3  | 2  | 1  | 0  | 4  | 2  | 2   |
| Siria          | 3    | 3  | 1  | 0  | 2  | 4  | 5  | -1  |
| Arabia Saudita | 0    | 3  | 0  | 0  | 3  | 1  | 8  | -7  |

## Partido
| 1          | Guardameta     | Mark Schwarzer  |      |
| 2          | Defensa        | Lucas Neill     |      |
| 3          | Defensa        | David Carney    |      |
| 6          | Defensa        | Saša Ognenovski |      |
| 8          | Defensa        | Luke Wilkshire  |      |
| 15         | Centrocampista | Mile Jedinak    |      |
| 16         | Centrocampista | Carl Valeri     |      |
| 17         | Centrocampista | Matt McKay      |      |
| 14         | Centrocampista | Brett Holman    | 65'  |
| 10         | Delantero      | Harry Kewell    | 103' |
| 4          | Delantero      | Tim Cahill      | 110' |
| Entrenador | Entrenador     | Holger Osieck   |      |

| 1          | Guardameta     | Eiji Kawashima     |      |
| 4          | Defensa        | Yasuyuki Konno     |      |
| 5          | Defensa        | Yuto Nagatomo      |      |
| 6          | Defensa        | Atsuto Uchida      | 120' |
| 22         | Defensa        | Maya Yoshida       |      |
| 7          | Centrocampista | Yasuhito Endō      |      |
| 17         | Centrocampista | Makoto Hasebe      |      |
| 18         | Centrocampista | Keisuke Honda      |      |
| 9          | Centrocampista | Shinji Okazaki     |      |
| 11         | Centrocampista | Ryoichi Maeda      | 98'  |
| 14         | Delantero      | Jungo Fujimoto     | 56'  |
| Entrenador | Entrenador     | Alberto Zaccheroni |      |

| 7  | Centrocampista | Brett Emerton | 65'  |
| 23 | Delantero      | Robbie Kruse  | 103' |
| 22 | Centrocampista | Neil Kilkenny | 110' |

| 3  | Defensa   | Daiki Iwamasa  | 56'  |
| 19 | Delantero | Tadanari Lee   | 98'  |
| 2  | Defensa   | Masahiko Inoha | 120' |

| Amonestado | 16'  | Carl Valeri  |
| Amonestado | 39'  | Brett Holman |
| Amonestado | 112' | Matt McKay   |

| Anotado | 109' | Tadanari Lee | 0–1 |

| Árbitro             | Ravshan Irmatov        |
| Árbitros asistentes | Abdukhamidullo Rasulov |
| Árbitros asistentes | Rafael Ilyasov         |
| Cuarto Árbitro      | Subkhiddin Mohd Salleh |

| 1          | Guardameta     | Mark Schwarzer  |      |
| 2          | Defensa        | Lucas Neill     |      |
| 3          | Defensa        | David Carney    |      |
| 6          | Defensa        | Saša Ognenovski |      |
| 8          | Defensa        | Luke Wilkshire  |      |
| 15         | Centrocampista | Mile Jedinak    |      |
| 16         | Centrocampista | Carl Valeri     |      |
| 17         | Centrocampista | Matt McKay      |      |
| 14         | Centrocampista | Brett Holman    | 65'  |
| 10         | Delantero      | Harry Kewell    | 103' |
| 4          | Delantero      | Tim Cahill      | 110' |
| Entrenador | Entrenador     | Holger Osieck   |      |

| 1          | Guardameta     | Eiji Kawashima     |      |
| 4          | Defensa        | Yasuyuki Konno     |      |
| 5          | Defensa        | Yuto Nagatomo      |      |
| 6          | Defensa        | Atsuto Uchida      | 120' |
| 22         | Defensa        | Maya Yoshida       |      |
| 7          | Centrocampista | Yasuhito Endō      |      |
| 17         | Centrocampista | Makoto Hasebe      |      |
| 18         | Centrocampista | Keisuke Honda      |      |
| 9          | Centrocampista | Shinji Okazaki     |      |
| 11         | Centrocampista | Ryoichi Maeda      | 98'  |
| 14         | Delantero      | Jungo Fujimoto     | 56'  |
| Entrenador | Entrenador     | Alberto Zaccheroni |      |

| 7  | Centrocampista | Brett Emerton | 65'  |
| 23 | Delantero      | Robbie Kruse  | 103' |
| 22 | Centrocampista | Neil Kilkenny | 110' |

| 3  | Defensa   | Daiki Iwamasa  | 56'  |
| 19 | Delantero | Tadanari Lee   | 98'  |
| 2  | Defensa   | Masahiko Inoha | 120' |

| Amonestado | 16'  | Carl Valeri  |
| Amonestado | 39'  | Brett Holman |
| Amonestado | 112' | Matt McKay   |

| Anotado | 109' | Tadanari Lee | 0–1 |

| Árbitro             | Ravshan Irmatov        |
| Árbitros asistentes | Abdukhamidullo Rasulov |
| Árbitros asistentes | Rafael Ilyasov         |
| Cuarto Árbitro      | Subkhiddin Mohd Salleh |

|                  |
| Bandera de Japón |
| Campeón Japón    |
| 4.to título      |